# Synchiropus ocellatus
Synchiropus ocellatus — вид піскаркових, поширений у Тихому океані від Японії до Маркізьких островів. Морська демерсальна рифова тропічна риба, сягає 8 см довжиною.